# Sungai Cina
Sungai Cina is een bestuurslaag in het regentschap Kepulauan Meranti van de provincie Riau, Indonesië. Sungai Cina telt 1450 inwoners (volkstelling 2010).